# Komorniki (gmina Gorzkowice)
Komorniki – kolonia w Polsce, położona w województwie łódzkim, w powiecie piotrkowskim, w gminie Gorzkowice.
W latach 1975–1998 miejscowość administracyjnie należała do województwa piotrkowskiego.